# El Poble-sec (la Seu d'Urgell)
El Poble-sec és un barri de la Seu d'Urgell, a l'Alt Urgell. El barri està situat al nord de la Seu i a ponent del barri de Sant Antoni. Es troba per damunt de la N-260 (eix pirinenc) aïllada de la Seu d'Urgell i de Sant Antoni. Per a millorar les connexions del barri amb la Seu es va obrir un carrer per sota la carretera.
Situat a la fi de la plana de la Seu, on comença la muntanya, el 2001 tenia 116 habitants. Administrativament està dividit, a cavall dels termes municipals de la Seu d'Urgell i de les Valls de Valira.

Mapa del municipi de la Seu d'Urgell.